# Santiago Gigante Jaltepec
Santiago Gigante Jaltepec är en ort i kommunen San José del Rincón i delstaten Mexiko i Mexiko. Samhället hade 1 117 invånare vid folkräkningen 2020.